# نوين كاو كي زوين (ملكة جمال)
نوين كاو كي زوين (من مواليد 13 نوفمبر 1996) هي عارضة أزياء فيتنامية وحاملة لقب ملكة جمال، فازت بمسابقة ملكة جمال فيتنام 2014 في وقت تتويجها ملكة جمال فيتنام، كانت طالبة في السنة الأولى في قسم الاقتصاد الخارجي بجامعة التجارة الخارجية. وتوجت بمسابقة ملكة جمال الكون فيتنام 2024 مساء يوم 14 سبتمبر 2024 في ختام الحفل النهائي الذي أقيم لمسابقة ملكة جمال الكون فيتنام 2024 في صالة فو ثو للألعاب الرياضية في مدينة هو تشي منه بمشاركة 29 متسابقة. وحصلت ملكة الجمال الجديدة على تاج بقيمة 24 مليون دونج فيتنامي، إلى جانب جائزة نقدية قدرها 2 مليار دونج فيتنامي. قالت كي زوين بعد التتويج أنها تود أن تقتطع 500 مليون دونج فيتنامي لدعم المتضررين من الأمطار والفيضانات الناجمة عن الإعصار ياغي في شمال فيتنام.
بإعتباره حاملة لقب فيتنام ، مثلته في ملكة جمال الكون 2024 في المسابقة الثالثة والسبعين من مسابقات ملكة جمال الكون التي إقيمت في مكسيكو سيتي، المكسيك، أنهت المسابقة ضمن أفضل 30 متسابقة.

## نشأتها
ولدت نوين 13 نوفمبر 1996 بسبب إعجاب ولدها بمقدمة البرامج نوين كاو كي زوين، أطلق عليها والداها الاسم نفسه، بدأت تعلم اللغة الفرنسية في الصف الرابع. كانت طالبة في الفصل الفرنسي المتخصص أثناء دراستها في مدرسة تران دانغ نينه المتوسطة ثم في مدرسة لو هونغ فونغ الثانوية للموهوبين في نام دينه، في عام 2014 اجتازت امتحان القبول في جامعة التجارة الخارجية.

## مسابقات الجمال

### ملكة جمال فيتنام 2014
بالاضافة إلى فوزها بلقب مسابقة ملكة جمال فيتنام 2014 فازت بجائزة جمال البحر، وصفت بأنها واثقة من نفسها، ومتطلعة للتعلم، وشجاعة في تصرف والتواصل. بعد ليلة التتويج كانت هناك العديد من الآراء المتضادة حول لقب ملكة جمال وأعرب جزء من الجمهور عن عدم رضاهم عن توجتها في مسابقة ملكة جمال فيتنام 2014، واعتقدوا أن المتسابقة نوين تران هوين ماي لم تستحق مركز الوصيفة الأولى، فيما أعرب جزء آخر عن تعاطفهم ودعمهم لأنها تتمتع بقوام مناسب وجمال رقيق مثير للإعجاب لطالبة تبلغ من العمر 18 عامًا.
وبعد المسابقة تلقت لجنة التحكيم العديد من الأسئلة التي قالت إن لقب ملكة الجمال لم يقنع الجمهور حقًا. وقال رئيس لجنة التحكيم - السيد لو كانه ناك - إن تسجيل متسابقات الجمال تم بشكل متقارب للغاية منذ الجولة الأولى وحتى الليلة الأخيرة من المسابقة. النتيجة لكل متسابق هي النتيجة الإجمالية لجولات التحكيم، ومن أهمها جولات التحكيم المباشرة والجوائز الثانوية وما يظهره المتسابق في الليلة الأخيرة. وجها لوجه حلقة نقطة من خلال مؤشرات القياسات البشرية. "هذه المؤشرات معروفة فقط للحكام. نحن نحكم من الوجه إلى الصوت. تمثل مهارات الاتصال والحوار 40% من إجمالي النتيجة ثم مسابقات آو داي (لباس فيتنامي التقليدي) وملابس السباحة - 20%. ثوب السهرة - 10%، الإجابة على الأسئلة - 10% من النتيجة، يتعرف الجمهور على المتسابقة من خلال أضواء المسرح فقط، بينما يتفاعل الحكام مع المتسابقات خلال العملية الطويلة من المرجلة التمهيدية إلى النهائي، ونؤكد أن النتيجة النهائية جديرة وموضوعية تمامًا".
في 20 ديسمبر 2014 ألقت كي زوين خطابًا باللغة الفرنسية أمام طلاب جامعة التجارة الخارجية. ومع ذلك، علق المشاهدون بأن كي دوين كانت تتحدث الفرنسية بشكل سيئ، وكثيرًا ما ترتكب الأخطاء وتنطق بشكل خاطئ على الرغم من أنها درست اللغة الفرنسية لمدة 7 سنوات في المدرسة الثانوية وتخصصت في اللغة الفرنسية في المدرسة الثانوية.